# Soudaine-Lavinadière
Soudaine-Lavinadière é uma comuna francesa na região administrativa da Nova Aquitânia, no departamento de Corrèze. Estende-se por uma área de 21,86 km². Em 2010 a comuna tinha 183 habitantes (densidade: 8,4 hab./km²).